# Markus Waxenegger
Markus Waxenegger (ur. 15 marca 1974 w Wiedniu) – austriacki aktor filmów pornograficznych.

## Życiorys

### Wczesne lata
Urodził się i dorastał w Wiedniu. Ukończył praktykę jako kucharz i rzeźnik. 

### Kariera w branży porno
W 2001 rozpoczął karierę w branży porno. Grał męża w Magma Teeny Hotel Fickmichgut (2002) u boku Tyry Misoux i Dilary. Pracował dla znanych firm produkcyjnych w całej Europie i zarabiał 600 euro za scenę, a brał udział w dwóch scenach dziennie. W 2004 został uhonorowany nagrodą Venus Award dla najlepszego aktora w Niemczech. 
W dramacie Goldlight Film Production Perwersyjny kardynał (Der Perverse Kardinal, 2005) z Gabrielem Pontello wystąpił w scenie seksu z zakonnicą. Wśród jego ekranowych partnerek były m.in.: Vivian Schmitt w Gierige Lippen (2005), Annette Schwarz w Zicken jetzt seid ihr fallig 4 (2006) i Angel Dark w Cabaret Berlin (2007). Wystąpił potem w takich produkcjach jak Vom Dach gespritzt (2005), Rita und ihre Fick-Stuten (2005), Gut drauf tief drin (2006) i Arsch muss sein (2008). Raul Cristian zaangażował go do swojej realizacji Cruel Media Productions Ass Titans 4 (2010). Wziął udział w scenach triolizmu (chłopak/chłopak/dziewczyna) w Guten Morgen, Deutschland! (2004) z Janine La Teen i Hakanem, Models (2005) z Rebeccą Blake i Ramonem Nomarem, Knackiges Gemüse (2005) z Marią Mii i Frankiem Majorem, Eingelocht (2006) z Vivian Schmitt i Mickiem Blue oraz Abgespritzt im Teeny-Puff (2011) z Claudią Adams i Zenzą Raggi. 
W 2009 był głównym prezenterem strony internetowej TittyLicious.com dla programu partnerskiego CashDorado.com. 
Wiosną 2013 Markus Waxenegger ogłosił, że opuścił branżę porno jesienią 2012. 

### Działalność poza przemysłem porno
Był asystentem w programie telewizyjnym VOX Wa(h)re Liebe (2004). 2 stycznia 2012 gościł w programie RTL Zwei Exklusiv – Die Reportage Sex ist mein Leben (Seks to moje życie). W 2018 rozpoczął działalność jako youtuber. W 2020 wystąpił w programie telewizyjnym Paula kommt – Sex und gute Nacktgeschichten.

## Życie prywatne
Osiedlił się w Berlinie. Pod koniec 2012 jego matka zmarła na raka szpiku kostnego.

## Nagrody i nominacje
| Rok  | Nagroda                     | Kategoria                                              | Film                     | Rezultat  |
| ---- | --------------------------- | ------------------------------------------------------ | ------------------------ | --------- |
| 2004 | European X Award (Bruksela) | Najlepszy aktor (Niemcy)                               | –                        | Nominacja |
| 2004 | Venus Award                 | Najlepszy aktor                                        | –                        | Wygrana   |
| 2005 | eLine Awards                | Najlepszy aktor krajowy                                | –                        | Nominacja |
| 2011 | Erotic Lounge Fan Awards    | Nagroda Fanów: Najlepszy aktor                         | –                        | Wygrana   |
| 2012 | Erotic Lounge Awards        | Nagroda Fanów: Najlepszy aktor                         | –                        | Nominacja |
| 2012 | Venus Award                 | Najlepszy aktor                                        | –                        | Wygrana   |
| 2012 | Venus Award                 | Nagroda Jury dla najlepszego aktora w polecanym filmie | Goodbye Marilyn 1 (2012) | Wygrana   |